# پولینا ودخینا
پولینا ودخینا (روسی: Полина Юрьевна Ведёхина؛ زادهٔ ۶ ژانویهٔ ۱۹۹۴) بازیکن هندبال زن اهل روسیه است.